# Wilhelm Auspitzer
Ignaz Wilhelm Auspitzer (* 17. Juni 1867 in Brünn; † Mitte November 1931 in Berlin) war ein österreichischer Redakteur und Drehbuchautor.

## Leben
Auspitzer, ein Bruder des Schriftstellers und Redakteurs Johann Auspitzer (1857–1925), studierte zwei Semester Medizin, brach das Studium jedoch ab. Auspitzer war zunächst vier Jahre als Schauspieler aktiv und wurde schließlich Journalist bei verschiedenen Wiener Zeitungen, darunter dem Wiener Tagblatt und dem Neuen Wiener Journal. Mit Johann Auspitzer leitete er 1893 die Deutsche Zeitung Wien, musste sie jedoch bereits 1894 verkaufen. Unter dem neuen antisemitischen Inhaber wurden alle jüdischen Redakteure der Zeitung, darunter auch die Brüder Auspitzer, entlassen. Auspitzer konvertierte 1896 zum Katholizismus.
Im Jahr 1902 zog Auspitzer nach Berlin, arbeitete als Korrespondent für den britischen Daily Express und war von 1904 bis 1912 Korrespondent für die bei Ullstein erscheinenden Zeitungen in Wien. Von Oktober 1904 bis 1909/10 war Auspitzer als Chefredakteur der B.Z. am Mittag tätig und arbeitete anschließend als Chefredakteur der Breslauer Morgenzeitung (bis 1917) sowie des 8 Uhr-Abendblatts (bis 1919/20).
Auspitzer kam 1920 zum Film und wurde Pressechef der May-Film. Für diese Produktionsgesellschaft sowie unter anderem die Maxim-Film, die Karol-Film und die Rex-Film schrieb er zudem Filmdrehbücher. Auspitzer starb 1931 nach langer Krankheit.

## Filmografie
- 1920: Die Schuld der Lavinia Morland
- 1921: Ilona
- 1921: Der Wahn des Philipp Morris
- 1922: Schatten der Vergangenheit
- 192?: Sträfling Nr. 13
- 192?: Das verkaufte Herz